# Актуарій

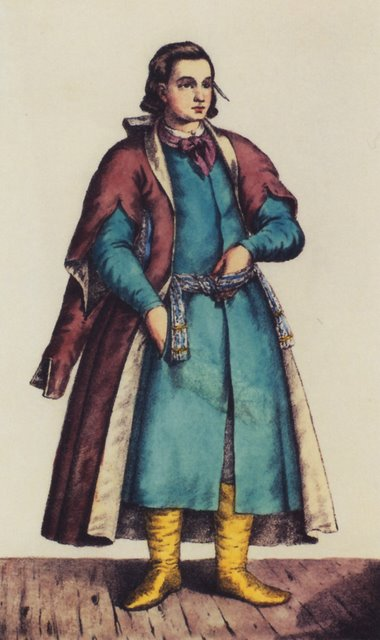
Писар Держави Війська Запорозького, Козацької України 17-18 ст., посада, що передбачала наявність гострого розуму і чудових аналітичних здібностей, вміння оцінювати ризики і працювати з фінансами - одна з посад, що є прямими попередниками посади актуарія в Сучасній Україні

Актуарій (від лат. actuarius — писар, скорописець, канцелярист, архіваріус, звідки аналітик) — спеціаліст з оцінки ризиків, фінансовий аналітик і консультант у сфері страхування, людина, яка застосовує на практиці актуарну математику. 
Офіційно вповноважена особа, яка має відповідну фахову підготовку та обчислює страхові тарифи. На актуарія покладається відповідальність за те, щоб страхові фонди були достатніми на той момент, коли страховику доведеться виконувати свої зобов'язання за договорами страхування.
Професія незмінно визнається однією з найпривабливіших у світі за різними дослідженнями протягом багатьох років. Журнал U.S. News & World Report у дослідженні 2006 року вніс актуаріїв до переліку 25 найкращих професій, які, певно, будуть мати великий попит у майбутньому. У 2010 році дослідження, опубліковане сайтом CareerCast з пошуку роботи, класифікувало актуарія як роботу № 1 у Сполучених Штатах. У дослідженні були використані п'ять визначальних критеріїв для класифікування професій: оточення, доходи, перспективи роботи, фізичні навантаження і стрес. У 2012 році за таким самим дослідженням професія посіла друга місце.

## Актуарна справа і освіта в Сучасній Україні
Історію актуарної справи в Сучасній Україні прийнято починати з 1990х себто часів перебудови/розпаду Країни Рад (СРСР), проголошення і міжнародного визнання самостійності і незалежності Сучасної України як Народної Спільної Справи (Республіки), Держави, Правительства і Господарства, початку перетворення господарської системи на ринкову і появи перших страхових товариств.
Разом з тим привертає увагу, що історія страхування і оцінки збитків і ризиків в Сучасній Україні і світі налічує не одну сотню і тисячу років, зокрема прямими попередниками сучасних українських актуаріїв є писарі і канцеляристи Гетьманщини, посада актуарія і перші страхові товариства сучасного типу з‘являються на теренах Народної України в часи Царської Росії (Волинь, Полісся, Подніпров’я, Поділля, Запоріжжя, Чорноморія, Слобожанщина, Новоросія, Бессарабія) і Цісарської Австрії (Галичина, Буковина) 19 ст., в Народній Україні у складі Країни Рад 20 ст. існувала система державного страхування.
На даний час в Україні існують актуарії з правом підпису і без права підпису. Актуарій з правом підпису або дипломований актуарій — людина, яка має право засвідчувати власним підписом правила страхування (документ, що містить загальні умови страхування і страхові тарифи з певного виду страхування передбаченого законодавством). Актуарій без права підпису — людина, яка працює на посаді актуарія в страховій компанії чи іншій організації і робота якої пов'язана з оцінкою ризиків, розрахунком страхових тарифів, збитковості, оцінки страхових резервів тощо.
Щоб отримати Свідоцтво на право займатися актуарними розрахунками та посвідчувати їх відповідно до Кваліфікаційних вимог до осіб, які можуть займатися актуарними розрахунками необхідно здати відповідні іспити за однією з міжнародних систем підготовки актуаріїв, зокрема британського Інституту та факультету актуаріїв або американського Товариства актуаріїв.
На даний час в Україні поступово розвивається власна система підготовки актуаріїв, яка дозволить готувати фахівців, диплом яких буде визнаватися на міжнародному рівні. Основні установи, які беруть участь у розвитку системи підготовки актуаріїв — це Національна комісія з регулювання ринків фінансових послуг України, ТАУ (Товариство Актуаріїв України) і механіко-математичний факультет Київського національного університету імені Тараса Шевченка, а також Фізико-математичний факультет НТУУ «КПІ» . Завдяки їх зусиллям, у 2010 році магістерська програма 8.04020102 «Актуарна і фінансова математика» була включена до навчального напрямку «Математика». Випускник отримує кваліфікацію 2121.2 «Актуарій» за Класифікатором професій ДК003:2010.

## Початки актуарної справи

Так само як в Стародавньому Римі посада актуарія, в Україні в старі часи була шанованою посадою писаря, яка часто крім власне діловодства, вимагала здійснення аналітичних і дипломатичних функцій, оцінки ризиків при ухваленні рішень

У минулому, з часів Старожитнього Риму, актуарій — скорописець, писар, діловод, людина, яка веде діла (акти), секретар. Ще за часів Старожитнього Риму можна говорити про те, що ця посада вимагала також аналітичних і дипломатичних здібностей. Тут можливо навіть згадати про стародавні храмові господарства Близького Сходу, такі як Шумер, Єгипет, Вавилон і Ассирія, де прошарок письменних людей був незначний і тому саме на них були покладені управлінські, аналітичні, фінансові, бухгалтерські функції тощо.
Так само, як в Стародавньому Римі, посада актуарія в Україні в старі часи, часи Русі, Орди, Литви, Речі Посполитої, Війська Запорозького і Гетьманщини була шанованою посада писаря, яка часто крім власне діловодства, вимагала здійснення аналітичних і дипломатичних функцій, оцінки ризиків при ухваленні рішень тощо.
В 1818 році в Російській імперії в Колегії іноземних справ існувала посада актуарія, зокрема на цій посаді згадується Гольстен фон Констянтин.
В сучасних умовах, починаючи з середини XIX ст. ця посада вимагає знань з математики, статистики і теорії ймовірності.